# Sabine Appelmans
Sabine Appelmans (Aalst, Bélgica, 22 de abril de 1972) es una extenista belga, ganadora de 7 torneos de la WTA y capitana del equipo belga en la Fed Cup.